# Carlo Antonio Manzini
Carlo Antonio Manzini (talvolta scritto Mangini o Mansini) (Bologna, 5 ottobre 1600 – 1677) è stato un astronomo e matematico italiano. 
Nobile bolognese, era il fratello di Luigi Manzini (1604–1657), famoso teologo e scrittore e del romanziere Giovanni Battista Manzini.

## Biografia
Figlio di Girolamo Manzini e Camilla Vitali, nacque a Bologna il 5 ottobre 1600. Si addottorò in filosofia a Bologna il 22 dicembre 1625. Ammiratore di Galileo, si dedicò sin da giovane allo studio della matematica, dell'astronomia e dell'ottica e si legò d'amicizia con Mario Bettini, Bonaventura Cavalieri e Ovidio Montalbani. Entrò in contatto anche con due dei principali costruttori di telescopi del periodo: Francesco Fontana ed Eustachio Divini. Trasferitosi a Firenze, fu aggregato all'Accademia degli Apatisti e divenne segretario del cardinale Scipione Pannocchieschi, protettore dell'Accademia. Davanti all'Accademia pronunciò due importanti discorsi sul vuoto. A Firenze compose, per i padri Certosini, una vita di Bruno di Colonia, fondatore dell'Ordine. Ritornato a Bologna si dedicò completamente allo studio dell'astronomia, costruendosi un piccolo osservatorio nella sua residenza di Battedizzo. Fu uno dei fondatori dell'Accademia matematica dei Vespertini di Bologna e fece parte di varie importanti accademie letterarie: quelle bolognesi dei Gelati e della Notte e quella romana degli Umoristi. Morì a Bologna nel 1677.
Gli è stato intitolato il cratere Manzini sulla Luna.

## Opere
- (LA) Tabulae primi mobilis, quibus nova dirigendi ars, et praecipue circuli positionis inventio non minus facilis, quam exacta ostenditur, Bologna, Nicolò Tebaldini, 1626.
- Della sicura incertezza nella declinatione dell'ago magnetico dal meridiano, del modo di terminar l'ombre gnomoniche con altre invenzioni utili, Bologna, eredi Evangelista Dozza, 1650.
- (LA) Stella Gonzaga sive geographica ad terrarum orbis ambitum, et meridianorum differentias, Bologna, eredi Evangelista Dozza, 1654.
- L'occhiale all'occhio. Dioptrica pratica, Bologna, eredi Vittorio Benacci, 1660.
- Comete, Bologna, Giovanni Battista Ferroni, 1665.

La raccolta dei manoscritti di Manzini è conservata nella Biblioteca comunale dell'Archiginnasio di Bologna (Mss., B.1399).